# Alamanno Adimari
Pour les articles homonymes, voir Adimari.
Alamanno Adimari, le cardinal de Pise, né à Modigliano, près de Faenza, en Émilie-Romagne, Italie en  1362 et mort en 7 septembre 1422 à Tivoli, est un pseudo-cardinal italien. 

## Repères biographiques
Adimari étudie à l'université de Florence et devient chanoine à Florence, curé de l'église deS. Stefano à Modigliano, prévôt de  San Gimignano, ainsi que protonotaire apostolique à Rome et auditeur à la rote romaine. Il est élu évêque de Florence en 1400. En 1401, il est promu archevêque de Tarente et en 1406, il est transféré à Pise. Il participe au concile de Pise en 1409 et est nommé nonce en France en 1410.

L'antipape Jean XXIII le crée cardinal lors du consistoire du 6 juin 1411. Le cardinal Adimari est nommé nonce en Espagne. Il participe au conclave de 1417, lors duquel Martin V est élu. Martin V le nomme légat en Aragón et  Navarre.